# Pháo tự hành M12
Pháo tự hành M12 155 mm là một loại pháo tự hành do quân đội Mỹ phát triển và được sử dụng trong chiến tranh thế giới lần thứ 2.

## Sản xuất
Chỉ có khoảng 100 chiếc được M12 sản xuất, 60 chiếc vào năm 1942 và hơn 40 chiếc vào năm 1943.

## Cấu tạo
M12 được thiết kế dựa trên khung tăng M3 Lee (vài nguồn khẳng định rằng một số M12 đời sau sử dụng khung tăng M4 Sherman, tuy nhiên đây có thể là sự nhầm lẫn với phiên bản xe tải kéo của M12 với bánh răng kéo).
M12 được lắp một bích kích pháo M1917, M1917A1 hoặc M1918 M1 155 mm và trên nhiều tài liệu thực tế M12 có thể được lắp đặt pháo 155 mm GPF của người Pháp trong thế chiến I.
Ngăn lái xe được bọc giáp, nhưng kíp chiến đấu lại tác chiến ở một không gian mở ở phía sau pháo tự hành.
Một lưỡi ủi đất được lắp đặt ở phía sau (tương tự như một chiếc máy ủi) để làm chân chống và hấp thụ lực giật lùi của súng khi bắn. Kiểu thiết kế pháo lắp đặt phía sau với lưỡi ủi đất cản lực lại là kiểu mẫu của phần lớn pháo tự hành hạng nặng thời bấy giờ.

## Lịch sử chiến đấu
Vào năm 1943, M12 được dùng để huấn luyện hoặc được cất giữ bảo quản. Trước cuộc giải phóng nước Pháp, 74 chiếc M12 được đem đi trang bị mới trở lại để tham gia chiến dịch. M12 được sử dụng hợp lý để hỗ trợ tác chiến trong các chiến dịch tại Tây Bắc Châu Âu. M12 chủ yếu bắn yểm trợ từ đằng sau với vai trò là pháo hạng nặng, nhưng đôi khi chúng cũng tham gia tấn công trực tiếp.

## Biến thể M30

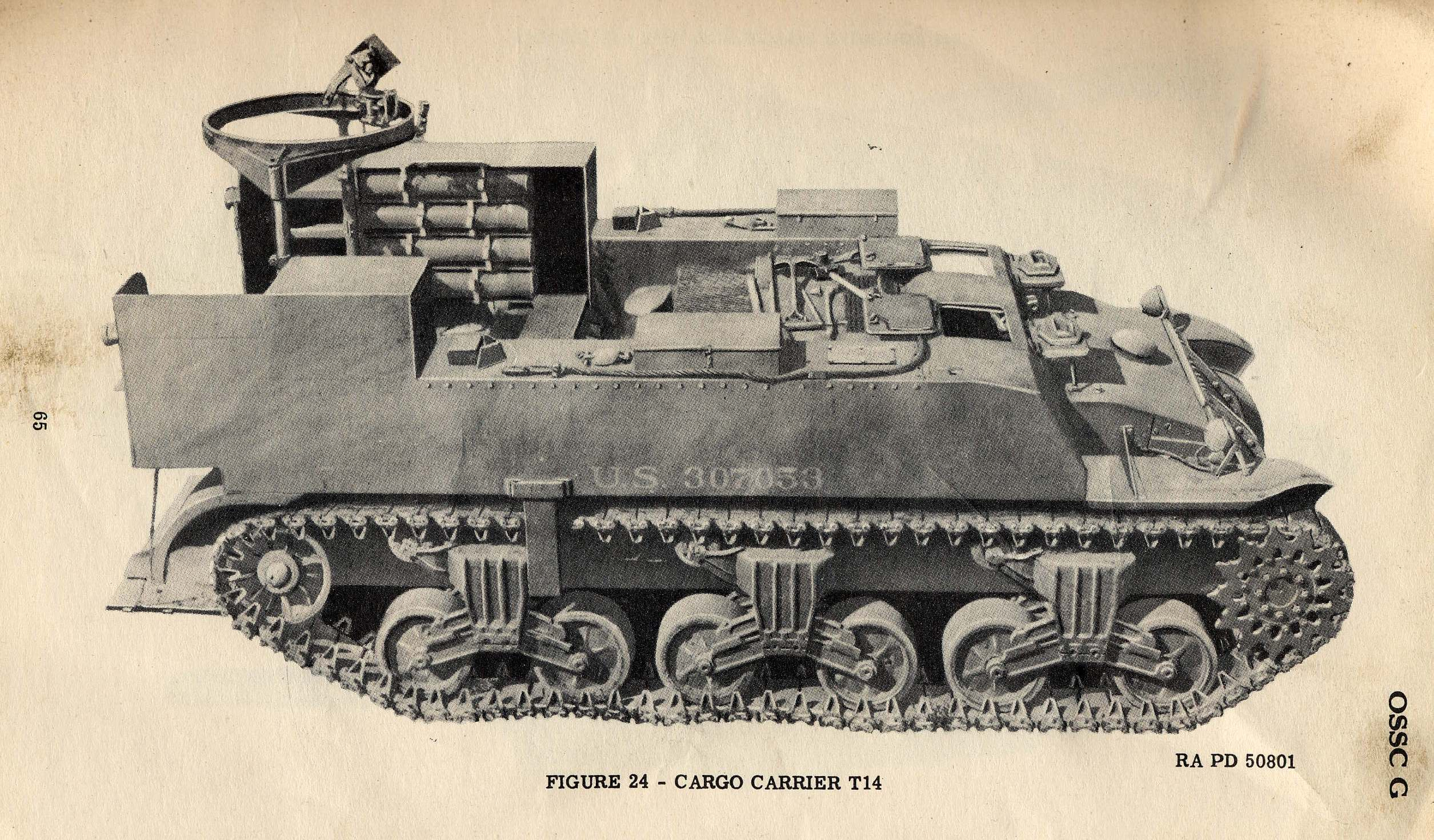
Xe chở hàng T14/M30

Ngăn chứa đạn hạn chế nên M12 chỉ có thể mang được 10 viên đạn pháo và nhiên lựu phản lực trong xe. Chiếc xe được thiết kế lại với việc tháo dỡ khẩu pháo ở phía sau, sau đó được sản xuất với vai trò xe chở đạn tiếp tế, với tên gọi là M30. M30 có thể mang được 40 viện đạn pháo 155 mm và trang bị một súng máy .50-caliber Browning M2.
Trong chiến đấu, M30 được sử dụng trong việc chuyên chở đạn dược và binh lính. Trong các trận đánh, các xe M30 và pháo tự hành M12 được cho tác chiến chung, hỗ trợ nhau.

## Những mẫu còn sót lại
Chiếc M12 duy nhất còn sót lại được trưng bày tại viện bảo tàng Fort Sill, nó được cất giữ tại bảo tàng Army Ordnance, Mỹ trước khi chuyển đến Fort Sill vào tháng 11 năm 2010.